# 長谷山行毅
長谷山 行毅（はせやま こうき、1908年（明治41年）3月10日‐ 1977年（昭和52年）11月23日） は、昭和期の検察官、弁護士、政治家。参議院議員（1期）、秋田県雄勝郡田代村長。

## 経歴
秋田県雄勝郡田代村（現羽後町田代）で生まれた。1932年（昭和7年）慶應義塾大学法学部を卒業し、その後、同大学院を修了した。
1937年（昭和12年）検事に任官し、東京地方裁判所検事局、札幌地方裁判所検事局などで勤務した。戦後に帰郷して、1947年（昭和22年）田代村長に就任し、秋田県町村会副会長などを務めた。
1950年（昭和25年）6月の第2回参議院議員通常選挙で秋田県地方区から自由党公認で出馬して当選し、参議院議員に1期在任した。この間、参議院自由党副幹事長、裁判官弾劾裁判所裁判長、第5次吉田内閣法務政務次官などを務めた。その後、第4回、第6回通常選挙に立候補したが、いずれも次点で落選した。
弁護士としても活動し、秋田県指導農業協同組合連合会会長、全国指導農業協同組合連合会理事、全国新聞情報農業協同組合連合会理事、秋田県農業協同組合中央会会長、全国農業会議所会長、秋田県農業会議会長、秋田至仁会会長、秋田テレビ初代社長、同会長、羽後交通取締役などを務めた。
1977年（昭和52年）11月23日死去、69歳。死没日をもって勲三等旭日中綬章追贈、正六位から正五位に叙される。

## 栄典
- 秋田県文化功労章[1]
- 勲三等旭日中綬章
- 正五位